# Felhasználási szerződés
A felhasználási szerződés a szerzői alkotás felhasználásra irányuló olyan szerzői jogi szerződésfajta, amelynek diszpozitív szabályait Magyarországon a szerzői jogról szóló  1999. évi LXXVI. törvény V. fejezete  határozza meg.

## A felhasználási szerződések a magyar jogban
A felhasználási szerződések általános szabályai
42. § (1) Felhasználási szerződés alapján a szerző engedélyt ad művének a felhasználására, a felhasználó pedig köteles ennek fejében díjat fizetni.
(2) A felhasználási szerződés tartalmát a felek szabadon állapítják meg. A felhasználási szerződésre vonatkozó rendelkezésektől egyező akarattal eltérhetnek, ha e törvény vagy más jogszabály az eltérést nem tiltja. 
(3) Ha a felhasználási szerződés tartalma nem állapítható meg egyértelműen, a szerző számára kedvezőbb értelmezést kell elfogadni.
43. § (1) A felhasználási szerződés csak kifejezett kikötés esetén ad kizárólagos jogot. Kizárólagos felhasználási engedély alapján csak a jogszerző használhatja fel a művet, a szerző további felhasználási engedélyt nem adhat, és maga is csak akkor marad jogosult a mű felhasználására, ha ezt a szerződésben kikötötték.
(2) A kizárólagos felhasználási engedélyt tartalmazó szerződés megkötése előtt adott nem kizárólagos felhasználási engedély fennmarad, kivéve, ha a szerző és a felhasználásra nem kizárólagos jogot szerző felhasználó közötti szerződés eltérően rendelkezik.
(3) A felhasználási engedély korlátozható valamely területre, időtartamra, felhasználási módra és a felhasználás meghatározott mértékére.
(4) Jogszabály vagy a szerződés eltérő rendelkezése hiányában a felhasználási engedély a Magyar Köztársaság területére terjed ki és időtartama a szerződés tárgyát képező műhöz hasonló művek felhasználására kötött szerződések szokásos időtartamához igazodik.
(5) Ha a szerződés nem jelöli meg azokat a felhasználási módokat, amelyekre az engedély vonatkozik, illetve nem határozza meg a felhasználás megengedett mértékét, az engedély a szerződés céljának megvalósításához elengedhetetlenül szükséges felhasználási módra és mértékre korlátozódik.
44. § (1) Semmis a felhasználási szerződésnek az a kikötése, amellyel a szerző meghatározatlan számú jövőbeli művének felhasználására ad engedélyt.
(2) A szerződés megkötésekor ismeretlen felhasználási módra vonatkozó felhasználási engedély érvényesen nem adható. A felhasználásnak a szerződés megkötését követően kialakuló módszere nem tekinthető a szerződés megkötésekor még ismeretlen felhasználási módnak pusztán azért, mert a korábban is ismert felhasználási mód megvalósítását hatékonyabban, kedvezőbb feltételekkel vagy jobb minőségben teszi lehetővé.
45. § (1) A felhasználási szerződést – ha e törvény eltérően nem rendelkezik – írásba kell foglalni.
(2) Nem kötelező a szerződés írásba foglalása napilapban vagy folyóiratban történő közzétételre kötött szerződés esetén.
46. § (1) A felhasználó az engedélyt harmadik személyre csak akkor ruházhatja át, illetve csak akkor adhat harmadik személynek további engedélyt a mű felhasználására, ha azt a szerző kifejezetten megengedte.
(2) A felhasználási engedély a felhasználó gazdálkodó szervezet megszűnése vagy szervezeti egységének kiválása esetén a szerző beleegyezése nélkül átszáll a jogutódra.
(3) Ha a felhasználó a szerző beleegyezése nélkül ruházza át a jogait, illetve ad további felhasználási engedélyt, vagy ha a felhasználási engedély a szerző beleegyezése nélkül száll át, a felhasználó és a jogszerző egyetemlegesen felelnek a felhasználási szerződés teljesítéséért.
47. § (1) A felhasználási engedély csak kifejezett kikötés esetén terjed ki a mű átdolgozására.
(2) A mű többszörözésére adott engedély csak kifejezett kikötés esetén ad a felhasználónak jogot arra, hogy a művet kép- vagy hangfelvételen rögzítse, illetve, hogy azt számítógéppel vagy elektronikus adathordozóra másolja.
(3) A mű terjesztésére adott engedély csak kifejezett kikötés esetén ad a felhasználónak jogot arra, hogy a műpéldányokat forgalomba hozatal céljából behozza az országba.
(4) A mű többszörözésére adott engedély – kétség esetén – kiterjed a többszörözött műpéldányok terjesztésére is. Ez nem vonatkozik a műpéldányoknak az országba forgalomba hozatal céljából történő behozatalára.
48. § A polgári jog általános szabályai szerint a bíróság akkor is módosíthatja a felhasználási szerződést, ha az a szerzőnek a felhasználás eredményéből való arányos részesedéshez fűződő lényeges jogos érdekét azért sérti, mert a mű felhasználása iránti igénynek a szerződéskötést követően bekövetkezett jelentős növekedése miatt feltűnően naggyá válik a felek szolgáltatásai közötti értékkülönbség.
49. § (1) A jövőben megalkotandó műre vonatkozó szerződés alapján átadott mű elfogadásáról a felhasználó a mű átadásától számított két hónapon belül köteles nyilatkozni. Ha a művet a felhasználó kijavításra visszaadta, a határidő a kijavított mű átadásától számít. Ha a felhasználó az elfogadásra nyitva álló határidőn belül nem nyilatkozik, a művet elfogadottnak kell tekinteni.
(2) Ha a szerződés jövőben megalkotandó műre szól, a felhasználó jogosult az elkészült művet indokolt esetben – megfelelő határidő tűzésével – a szerzőnek kijavítás végett ismételten is visszaadni.
(3) Ha a szerző a kijavítást alapos ok nélkül megtagadja vagy határidőre nem végzi el, a felhasználó a szerződéstől díjfizetés kötelezettsége nélkül elállhat.
(4) Ha a mű javítás után sem alkalmas a felhasználásra, a szerzőt csak mérsékelt díjazás illeti meg.
50. § Ha a szerző a mű felhasználásához hozzájárult, a felhasználáshoz elengedhetetlen vagy nyilvánvalóan szükséges, a mű lényegét nem érintő változtatásokat köteles végrehajtani. Ha e kötelezettségének nem tesz eleget, vagy nem tud eleget tenni, a felhasználó a változtatásokat hozzájárulása nélkül is végrehajthatja.
51. § (1) A szerző felmondhatja a kizárólagos felhasználási engedélyt tartalmazó szerződést, ha
a) a felhasználó nem kezdi meg a mű felhasználását a szerződésben meghatározott vagy – ennek hiányában – az adott helyzetben általában elvárható időn belül; vagy
b) a felhasználó a szerződéssel megszerzett jogait nyilvánvalóan a szerződés céljának megvalósítására alkalmatlan módon vagy nem rendeltetésszerűen gyakorolja.
(2) Ha a felhasználási szerződést határozatlan vagy öt évnél hosszabb időtartamra kötötték, a szerző az (1) bekezdésben szabályozott felmondási jogát csak a szerződés megkötésétől számított két év eltelte után gyakorolhatja.
(3) A felmondás jogát a szerző csak azt követően gyakorolhatja, hogy a teljesítésre a felhasználónak megfelelő határidőt szabott és az eredménytelenül telt el.
(4) Az (1) bekezdésben szabályozott felmondási jogáról a szerző előzetesen nem mondhat le; gyakorlását szerződéssel csak a szerződéskötést vagy – ha ez a későbbi – a mű átadását követő legfeljebb ötéves időtartamra lehet kizárni.
(5) Felmondás helyett a szerző – a felhasználásért fizetendő díj arányos csökkentése mellett – megszüntetheti az engedély kizárólagosságát.
52. § (1) Ha a felhasználási szerződést jövőben megalkotandó művekre úgy kötik meg, hogy a jövőbeli műveket csak fajtájuk vagy jellegük szerint jelölik meg, a szerződés megkötésétől számított öt év elteltével és azt követően újabb öt-öt év elteltével bármelyik fél hat hónapra felmondhatja a szerződést.
(2) A szerző az (1) bekezdésben szabályozott felmondási jogról előzetesen nem mondhat le.
53. § (1) Ha a szerző alapos okból visszavonja a mű nyilvánosságra hozatalához adott engedélyét vagy a már nyilvánosságra hozott művének további felhasználását ilyen okból megtiltja, a felhasználási szerződést felmondhatja.
(2) A felmondási jog gyakorlásának feltétele, hogy a szerző adjon biztosítékot a nyilatkozat időpontjáig felmerült kár megtérítésére.
(3) Ha a felhasználási szerződésnek az (1) bekezdésben szabályozott okból történő felmondását követően a szerző ismét hozzá kíván járulni a mű nyilvánosságra hozatalához vagy további felhasználásához, a korábbi felhasználót előfelhasználói jog illeti meg.
(4) Az előfelhasználási jogra az elővásárlási jogra irányadó szabályokat kell megfelelően alkalmazni.
54. § A felhasználási szerződés a jövőre nézve megszűnik a szerződésben megállapított idő elteltével vagy a szerződésben meghatározott körülmények bekövetkeztével, valamint akkor is, ha a védelmi idő eltelt.
55. § A felhasználási szerződésre vonatkozó rendelkezéseket megfelelően alkalmazni kell a szerzői vagyoni jogok átruházására irányuló szerződésekre, valamint az előadóművészi teljesítmények felhasználására vonatkozó szerződésekre is.

## Licenc és felhasználási szerződés
A hétköznapi szóhasználatban a felhasználási szerződést gyakran licencként említik, aminek a hátránya az a gyakori tévedés, hogy a 'licencet' egyoldalú nyilatkozatnak és nem szerződésnek tekintik – a hatósági engedélyek mintájára, amelyet angolul gyakran 'licence' szóval illetnek.